# Вестмаунт (Квебек)
Вестмаунт (фр. Westmount) је град у Канади у покрајини Квебек. Према резултатима пописа 2011. у граду је живело 19.931 становника.

## Становништво
Према резултатима пописа становништва из 2011. у граду је живело 19.931 становника, што је за 2,7% мање у односу на попис из 2006. када је регистровано 20.494 житеља.
| 2006.  | 2011.  |
| ------ | ------ |
| 20.494 | 19.931 |